# Le Forum en folie (film, 1966)
Pour plus de détails, voir Fiche technique et Distribution.
Pour les articles homonymes, voir Le Forum en folie.
Le Forum en folie (A Funny Thing Happened on the Way to the Forum) est un film britanno-américain réalisé par Richard Lester en 1966, adapté de la comédie musicale du même nom, elle-même inspirée de différentes pièces de théâtre de l'auteur latin Plaute.

## Synopsis
Esclave fainéant et facétieux, Pseudolus multiplie les combines pour se soustraire à la moindre tâche, au grand désespoir de ses maîtres, Senex et Domina. Le fils de ces derniers, Hero, lui confie un jour son amour secret pour Phylia, la nouvelle pensionnaire du voisin Lycus, maquereau notoire. Pseudolus propose de l'aider à conquérir le cœur de la belle en échange de sa liberté entraînant des scènes mêlant quiproquo et confusion d'identité.

## Fiche technique
- Titre original : A Funny Thing Happened on the Way to the Forum
- Réalisation : Richard Lester
- Scénaristes : Melvin Frank et Michael Pertwee (adaptation de la comédie musicale du même titre, musique de Stephen Sondheim, créée à Broadway en 1962)
- Directeur de la photographie : Nicolas Roeg
- Cadreurs : Austin Dempster et Alex Thomson
- Durée : 99 min
- Pays de production : Royaume-Uni, États-Unis
- Langue : Anglais
- Date de sortie : 1966 (États-Unis)
- Genre : Comédie / Film musical

## Distribution
- Zero Mostel (VF : Jacques Dynam) : Pseudolus
- Phil Silvers (VF : Jean-Henri Chambois) : Lycus
- Jack Gilford (VF : Jacques Marin) : Hysterium
- Buster Keaton (VF : Raymond Bussières) : Erronius
- Michael Crawford : Hero
- Michael Hordern (VF : Jean Daurand, Henry Tallourd {chant}) : Senex
- Annette Andre (VF : Éliane Thibault) : Phylia
- Patricia Jessel (VF : Paula Dehelly) : Domina
- Roy Kinnear (VF : Roger Carel) : L'entraîneur des gladiateurs
- Inga Nielsen : Gymnasia
- Pamela Brown : La grande prêtresse
- Jon Pertwee (VF : Marc de Georgi) : Crassus
- Bill Kerr (VF : Jean Violette) : Le gladiateur en formation
- Jack May (VF : Pierre Collet) : Le 1er centurion envoyé par Miles Gloriosus
- Peter Butterworth (VF : Robert Dalban) : Le 2d centurion envoyé par Miles Gloriosus
- John Bennett (VF : Bernard Woringer) : Le joueur de dés
- John Bluthal (en) (VF : Henry Djanik) : Le chef des gardes romains devant la maison de Senex